# كورانة (صوماي برادوست)
كورانة هي قرية في مقاطعة أرومية، إيران. عدد سكان هذه القرية هو 504 في سنة 2006.